# Ilaria Cusinato
Ilaria Cusinato (Cittadella, 5 ottobre 1999) è una nuotatrice italiana.

## Biografia
Nel 2017 ha vinto una medaglia di bronzo ai Campionati europei di nuoto in vasca corta 2017.
Ha partecipato nei 200 e 400 misti individuale femminile ai Campionati europei di nuoto 2018, vincendo due medaglie d'argento.
Ai Campionati mondiali di nuoto in vasca corta di Hangzhou 2018, grazie al tempo di 2'06"17, ha realizzato il primato italiano nei 200 metri misti, migliorando il record realizzato da Francesca Segat durante l'europeo in vasca corta di Istanbul nel 2009.
Il 4 luglio 2019, alla piscina Felice Scandone, vince la medaglia di bronzo nei 400 m misti alle Universiadi di Napoli 2019.

## Palmarès
- Europei

Glasgow 2018: argento nei 200m misti e nei 400m misti.
Roma 2022: bronzo nei 200m farfalla.
- Europei in vasca corta:

Copenaghen 2017: bronzo nei 200m misti.
Glasgow 2019: bronzo nei 400m misti.
- Giochi europei

Baku 2015: argento nei 200m misti e nei 400m misti.
- Universiadi

Napoli 2019: bronzo nei 400m misti.
- Europei giovanili

Hódmezővásárhely 2016: oro nei 200m misti e nella 4x100m misti mista, argento nella 4x100m misti e bronzo nella 4x100m sl mista.